# محلول فلینگ
محلول فلینگ (انگلیسی: Fehling's solution) یک واکنشگر شیمیایی است که جهت تشخیص قندهای کاهنده و غیرکاهنده به کار می‌رود. این محلول از از ترکیب مس(II) سولفات، پتاسیم سدیم تارترات و سدیم هیدروکسید تشکیل شده‌است. این واکنشگر نخستین بار توسط شیمیدان آلمانی هرمان فون‌فلینگ در سال ۱۸۴۹ معرفی و توسعه داده شد.